# Ermua
Ermua – gmina w Hiszpanii, w prowincji Biskaja, w Kraju Basków, o powierzchni 6,17 km². W 2011 roku gmina liczyła 16 278 mieszkańców.